# Maciej Trojanowski
Jan Maciej Trojanowski (ur. 27 stycznia 1951, zm. 13 października 2023 w Warszawie) – polski magister inżynier chemii, absolwent Politechniki Warszawskiej, prezenter telewizyjny, tłumacz.

## Życiorys
Ukończył XLVII Liceum Ogólnokształcące imienia Stanisława Wyspiańskiego w Warszawie.
Na przełomie lat 70. i 80. pracował jako przedstawiciel koncernów Monsanto i Hoffmann-La Roche w Polsce. Był też zatrudniony na stanowisku dyrektora dystrybucji win w placówce Ernest & Julio Gallo w Polsce.
W latach 1996–2007 prowadził program TVN Nie do wiary o zjawiskach niewyjaśnionych. W 2005 przetłumaczył i wydał książkę pt. „TESLA Zagubione Wynalazki”. W 2007 wystąpił w filmie Skorumpowani. W latach 2008–2009 był gospodarzem magazynu Strefa Tajemnic, a w 2012 poprowadził reaktywowany program Nie do wiary w telewizji TTV.
Został pochowany na cmentarzu w Starych Babicach pod Warszawą.